# Impatiens acehensis
Impatiens acehensis är en balsaminväxtart som beskrevs av C. Grey-wilson. Impatiens acehensis ingår i släktet balsaminer, och familjen balsaminväxter. Inga underarter finns listade i Catalogue of Life.